# Mikwes in Syracuse
De Mikwes of Joodse rituele baden die in Syracuse, Sicilië, teruggevonden zijn, bevinden zich in de Joodse wijk Giudecca. Giudecca is een van de wijken op het eiland Ortygia, dat het historisch centrum van Syracuse is. Er zijn drie mikwes blootgelegd.

## Onder de kerk Sint-Filippus de Apostel

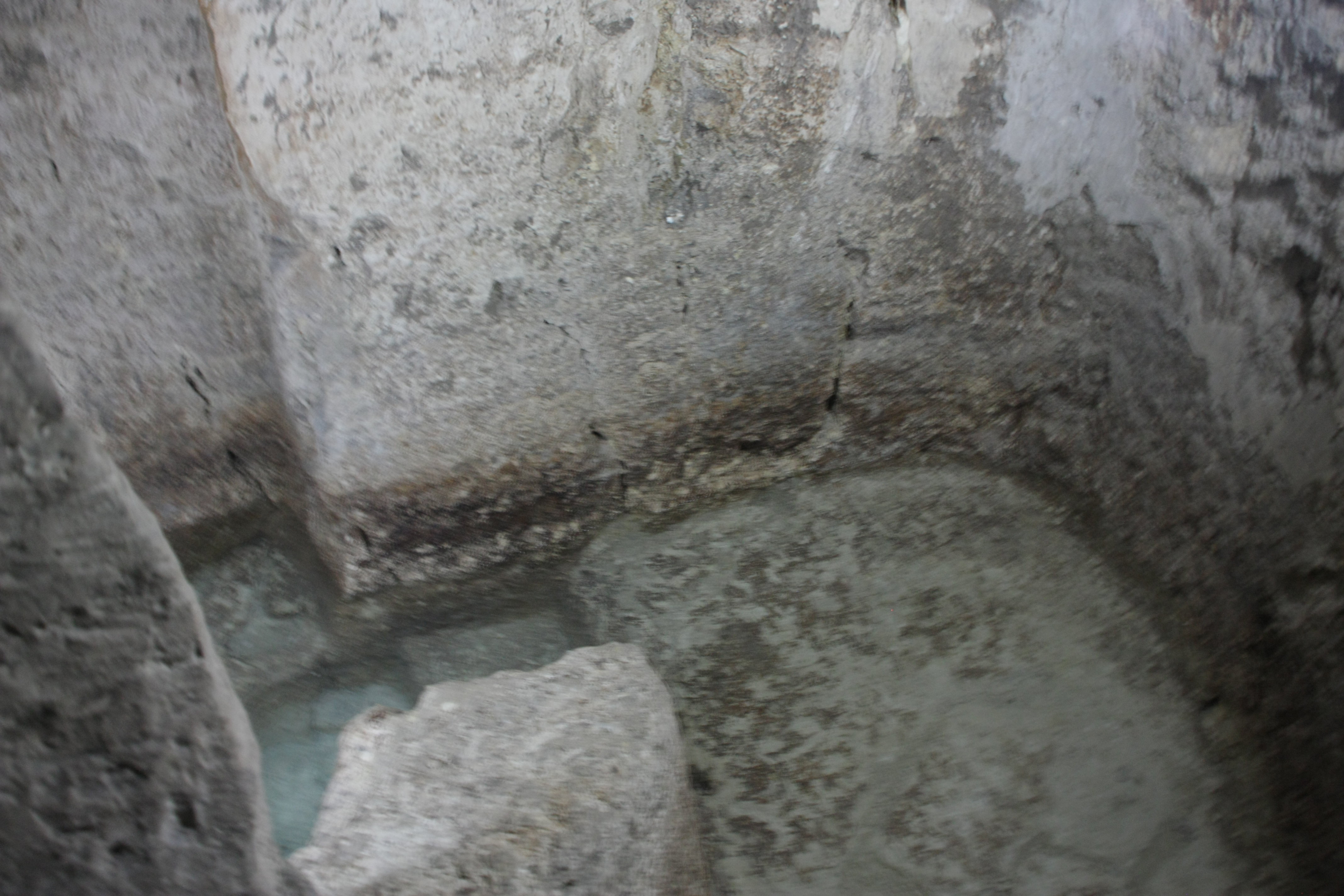
Mikwe onder de kerk Sint-Filippus de Apostel, Syracuse in Italië

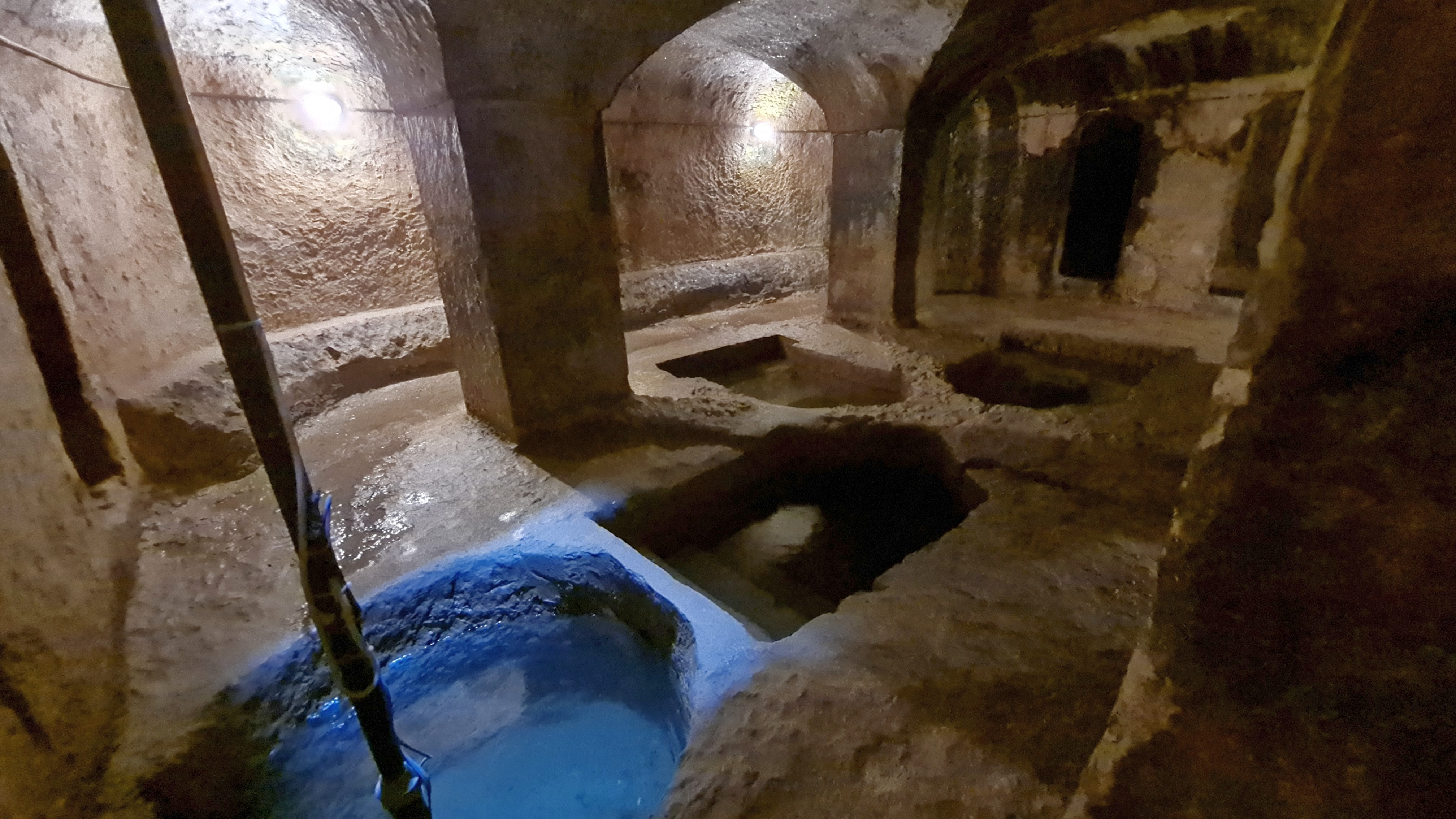
Mikwe onder de Casa Bianca nabij de Via Alagona, Syracuse

De kerk Sint-Filippus de Apostel is gebouwd bovenop een synagoge. De kerk kwam er na de Verdrijvingsedict (1492) die Joden verplichtte het Spaanse Rijk te verlaten, en dus ook het Spaanse koninkrijk Sicilië, ofwel zich te bekeren tot het katholicisme. 
De mikwe, die te maken had met de voormalige synagoge op deze plek, werd ontdekt in 1977. 
Ze ligt 14 m onder de begane grond. Oorspronkelijk was het gebouwd als een waterput. Naarmate de Joodse gemeenschap toenam in de middeleeuwen, werd er een ondergrondse kamer uitgehakt in de rotsen. Een wenteltrap daalt af naar deze ruimte. In de ruimte werd een inscriptie gevonden: ‘a-sh-rh-f-tz’; dit is meest waarschijnlijk de familienaam Hefetz, of in het Italiaans Bonavoglia. Het ging om een vooraanstaande Joodse familie in Syracuse.

## Onder het huis van de familie Bianca
De grootste mikwe is deze onder het huis van de familie Bianca. De Casa Bianca is gelegen in een steegje dat sinds recent Rua delli Bagni of Straatje der Baden draagt; deze ligt aan de Via Alagona. 
Deze mikwe werd blootgelegd in de jaren 1980.
Op de binnenplaats van de Casa Bianca leidt een trap naar een ondergrondse ruimte of hypogeum die 10 m onder de begane grond in de rotsen ligt. Onderaan de trap moesten de personen door een voetwasbekken stappen alvorens in het hypogeum te komen. Het hypogeum is een vierkante ruimte met afmetingen van 5 m bij 5 m. Zuilen ondersteunen het plafond; een kruisgewelf is aan het plafond zichtbaar. In het midden van de vloer liggen drie rituele baden in de vorm van een klaverblad. Elk bad heeft een driehoekige vorm. Een vierde bad is nooit uitgegraven geraakt. De baden zijn 1,4 m diep. Een klein rond bekken diende als reservoir.
Op deze badplaats komen drie gangen uit. Zij zijn bochtig van vorm zodat de privacy gewaarborgd is van personen die zich uitkleden alvorens naar de centrale bekkens te komen. Twee gangen leiden elk naar nog een bekken, dat een rechthoekige vorm heeft en 1,4 m diep is. Er is een zitplaats voorzien zodat mensen er hun kleding konden liggen. In deze ruimtes zijn middeleeuwse toortsen aangetroffen.
Aan de zijkant is er een schoorsteen die in verbinding staat met de begane grond; het liet toe de ruimtes te ventileren.
De mikwe werd van water voorzien door een Oudgriekse aquaduct die door de rotsen stroomde. Het hypogeum werd uitgegraven in de 6e eeuw toen de Byzantijnen Sicilië bestuurden. De Joden hadden de vernielingen door de Vandalen op Sicilië overleefd en bouwden hun wijk herop. Het is niet uitgesloten dat het hypogeum dateert van de Romeinse Tijd, zodat de 6e-eeuwse werken uitbreidingswerken waren. Later, in het jaar 655, kregen de Joden in Syracuse de toelating om hun synagoge te heropbouwen. In 1492, met het Verdrijvingsedict, verlieten circa 2.000 Joden van de 12.000 in Syracuse de stad. De familie Bianca, die boven de mikwe woonde, bleef en bekeerde zich tot het katholicisme. De toegang tot de ondergrondse badplaats is steeds geheim gehouden voor de Spaanse overheid.

## Onder een private woning
Een derde mikwe bevindt zich onder een andere woning in een van de nabij gelegen steegjes. Deze is niet te bezoeken.